# NGC 1250
NGC 1250 is een lensvormig sterrenstelsel in het sterrenbeeld Perseus. Het hemelobject werd op 21 oktober 1886 ontdekt door de Amerikaanse astronoom Lewis A. Swift.

## Synoniemen
- PGC 12098
- UGC 2613
- MCG 7-7-40
- ZWG 540.66